# سارا و اردک
سارا و اردک (انگلیسی: Sarah & Duck) یک مجموعه تلویزیونی انیمیشن کودکان بریتانیایی است که توسط سارا گومز هریس و تیم اوسالیوان ساخته و تولید شده‌است. توسط Karrot Animation برای شرکت پخش بریتانیا (بی‌بی‌سی) تولید شده‌است. اگرچه به‌عنوان یک انیمیشن داستان‌محور طراحی شده بود که عمدتاً کودکان ۴ تا ۶ ساله را هدف قرار می‌داد از زمان نمایش در نمایشگاه تجاری MIPCOM در سال ۲۰۱۲، این مجموعه اکنون تا حدودی پیروان بزرگسال دارد.
سارا و اردک اولین بار در ۱۸ فوریه ۲۰۱۳ از کانال بریتانیایی CBeebies پخش شد. در مجموع ۱۲۰ قسمت سفارش داده شده‌است که هر قسمت ۴۰ قسمت برای سری‌های ۱، ۲ و ۳ است. سری سوم در اکتبر ۲۰۱۶ شروع شد.

## مقدمه
این سریال ماجراهای سارا، یک دختر هفت ساله بسیار مهربان و مؤدب با چشمان درشت، گونه‌های گلگون با کلاه سبز و بهترین دوستش، اردک، یک درخت اردک را دنبال می‌کند. موضوع اصلی رابطه این دو شخصیت و ماجراهایی است که با هم دارند. CBeebies بیان می‌کند که این نمایش دارای دو موضوع آموزشی است: «دوستی و تخیل» و «حل مشکل».